# Сенькинське сільське поселення (Медведевський район)
Се́нькинське сільське поселення (рос. Сенькинское сельское поселение) — муніципальне утворення у складі Медведевського району Марій Ел, Росія. Адміністративний центр — присілок Сенькино.

## Історія
Станом на 2002 рік існувала Сенькинська сільська рада (присілки Какшансола, Сенькино, Сосновка, селище Дорожний), селище Аеропорт перебувало у складі Йошкар-Олинської міської ради.

## Населення
Населення — 1613 осіб (2019, 1684 у 2010, 1619 у 2002).

## Склад
До складу поселення входять такі населені пункти:
| Населений пункт      | Населення, осіб (2002) | Населення, осіб (2010) |
| -------------------- | ---------------------- | ---------------------- |
| Аеропорт, селище     | 342                    | 289                    |
| Дорожний, селище     | 398                    | 418                    |
| Какшансола, присілок | 112                    | 117                    |
| Сенькино, присілок   | 629                    | 693                    |
| Сосновка, присілок   | 138                    | 167                    |